# Beaver Dam (thị trấn), Wisconsin
Beaver Dam là một thị trấn thuộc quận Dodge, tiểu bang Wisconsin, Hoa Kỳ. Năm 2010, dân số của thị trấn này là 3.692 người.